# Феручо Валкареджи
Феручо Валкаре́джи (итал. Ferruccio Valcareggi; 12 февруари 1919, Триест, Кралство Италия – 2 ноември 2005, Флоренция, Италия) е италиански футболист и треньор. Цялата му кариера преминава в Италия. Под ръководството на Валкареджи, първоначално в тандем с Хеленио Херера, националният отбор на Италия спечелва Европейското първенство през 1968 година и става втори на IX Световно първенство през 1970 година, след загуба на финала над бразилците.

## Успехи като футболист
- Купа Алта Италия: Болоня 1945 – 1946

## Успехи като треньор
- Европейски шампион: Италия 1968

- Световен вицешампион: Болоня 1970

## Награди
- Италианска зала на славата: 2011